# Кітіра (аеропорт)
Національний аеропорт острів Кітера (грец. Κρατικός Αερολιμένας Κυθήρων) (IATA: KIT, ICAO: LGKC) — аеропорт на острові Кітіра, Греція. Аеропорт було відкрито у 1972, реконструйовано у 1998.

## Авіакомпанії та напрямки, вересень 2019
| Авіакомпанія | Пункт призначення     |
| ------------ | --------------------- |
| Olympic Air  | Афіни                 |
| Sky Express  | Афіни                 |
| Smartwings   | Сезонний чартер Прага |
| Transavia    | Сезонний: Амстердам   |

## Ресурси Інтернету
- Kithira National Airport "Alexandros Aristotelous Onassis"